# Lophoteles dentata
Lophoteles dentata är en tvåvingeart som beskrevs av James 1948. Lophoteles dentata ingår i släktet Lophoteles och familjen vapenflugor. Inga underarter finns listade i Catalogue of Life.